# تپی چیکاشی
تپی چیکاشی (ژاپنی: 近石 哲平؛ زادهٔ ۳۱ ژانویهٔ ۱۹۸۹) یک بازیکن فوتبال اهل ژاپن است.
از باشگاه‌هایی که در آن بازی کرده‌است می‌توان به باشگاه فوتبال ونریر هاچینوهه اشاره کرد.